# フェルナンド・バレラ
フェルナンド・バレラ・ラモス（スペイン語: Fernando Varela Ramos、1979年9月1日 - ）は、スペイン・セビリア県ドス・エルマーナス出身の元サッカー選手。ポジションはMF。

## クラブ歴
レアル・ベティスの下部組織出身。Bチームを経てトップチームに昇格。CFエストレマドゥーラへの期限付き移籍を経てトップチームに復帰。その後6シーズン在籍したが、トップチームでは3得点、ただFCバルセロナから2002-03シーズンに5人抜きして奪ったゴールやライバルのセビージャFCから2005-06シーズンに左足のボレーで決めたゴールとそのインパクトはあった。
2006-07シーズンにRCDマヨルカに移籍。当初は11試合でレッドカードを2回提示される出だしであった。シーズン終盤には右ミッドフィールダーのレギュラーとなり、最終節ではレアル・マドリードから得点する活躍も見せた。2007-08シーズンもレアル・マドリードから2得点を奪ったが、この11月11日の試合は3-4で敗れた。2009-10シーズンを5位で終え、UEFAヨーロッパリーグ 2010-11本戦に進出したが、ゴンサロ・カストロの台頭と彼自身の負傷によってレギュラーを失った。
2010年7月、31歳手前にして初の海外移籍でカスムパシャSKに加入。その後、レアル・バリャドリードで引退した。

## タイトル

### クラブ
ベティス
- コパ・デル・レイ: 2004-05[8]

### 代表
スペインU-20
- FIFAワールドユース選手権: 1999[9]